# TV Terra (Terra Nova do Norte)
TV Terra (também conhecida como TVT) foi uma emissora de televisão brasileira sediada em Terra Nova do Norte, cidade do estado de Mato Grosso. Operava no canal 2 VHF analógico, e era afiliada ao SBT.

## História
A TV Terra foi fundada em 1999 pelo Sistema Ourominas de Radiodifusão, de propriedade do político Silval Barbosa, que também era responsável pela TV Ourominas de Matupá. Iniciou suas operações já como uma afiliada ao SBT, e seu primeiro telejornal foi o TJ Nortão.
Em 8 de setembro de 2002, Silval vende 50% das ações da TV Terra para o empresário local Nilson Renato Antonietti. Em 2003, a emissora é vendida para Sandra Maria Renz, e passa a ser controlada pela Marenz Comunicação.
Em 15 de agosto de 2008, o Sistema Ourominas fecha um contrato com a Marenz Comunicação, para arrendar sua concessão no município à empresa terranovense até 14 de agosto de 2010. O arrendamento foi encerrado em 30 de setembro de 2008, mas a emissora continuou a operar. Em 1 de dezembro de 2008, a Marenz Comunicação é vendida para Cassandra Antonietti e Jennifer Antonietti.
Em 17 de outubro de 2012, às 16h20, a TV Terra é retirada do ar por agentes da Agência Nacional de Telecomunicações (ANATEL), que lacraram e apreenderam o transmissor da emissora. O motivo seria o uso não autorizado de radiofrequência, já que em uma visita da equipe ao Sistema Ourominas em Matupá, um representante da empresa matupaense afirmou que a emissora não era autorizada a operar em sua concessão no município de Terra Nova do Norte. A TV Terra entrou com um recurso para solicitar a devolução e o deslacre dos equipamentos em 31 de outubro, mas não teve êxito. O fato caracterizou a extinção da emissora.

## Programas
Além de retransmitir a programação nacional do SBT, a TV Terra também produziu ou exibiu os seguintes programas:
- Experiência de Deus[10]
- SBT Notícias[11]
- TJ Nortão[1]
- MT Agronews[12]
- Noticidade[13]
- Plantão 13[13]